# 蒙古传统统一党
蒙古传统统一党，是蒙古国的一个政党。

## 简介
1993年12月5日，该党建立。1997年5月18日，蒙古国举行了新宪法颁布后的第二次总统选举。“蒙古民族民主党－蒙古社会民主党”的执政联盟“民主联盟”、在野的蒙古人民革命党和蒙古传统统一党参加竞选，蒙古人民革命党主席那楚克·巴嘎班迪以60．8%的得票率获胜，而执政联盟推举的候选人彭萨勒玛·奥其尔巴特竞选连任失败。
在2012年国家大呼拉尔选举中，共有11个政党和2个政党联盟参选。最终有3个政党和1个政党联盟获得国家大呼拉尔席位。蒙古传统统一党也是参选的政党之一，但未获得席位。